# José Alfonso Ballesteros Fernández
José Alfonso Ballesteros Fernández (Fuentesaúco, província de Zamora, 1944) és un metge espanyol i president de la Reial Acadèmia de Medicina de les Illes Balears. Es llicencià per la Universitat de Salamanca amb premi extraordinari i feu un postgrau a París becat pel Ministeri d'Afers Exteriors d'Espanya. S'especialitzà en medicina interna. També ha estat metge militar.
A part de la seva tesi Planificación hospitalaria en Mallorca para situaciones de catástrofe, ha realitzat nombroses investigacions, entre les quals destaca la primera descripció que es va fer de la polineuropatia amiloidòtica, posteriorment identificada com a malaltia d'Andrade. A més fou important la primera descripció de la causa de la paràlisi del treballador del calçat, mal que causava epidèmies a la zona del Raiguer.
El 1991 fou nomenat acadèmic numerari de la Reial Acadèmia de Medicina i el 1993 ingressà a la New York Academy of Sciences. El 2002 accedí a la presidència de l'esmentada reial acadèmia. En l'exercici del càrrec, ha destacat per la cerca de patrocini per als premis de la institució i per la commemoració del 150è aniversari de la mort del destacat científic menorquí Mateu Orfila, de qui també s'encarregà de restaurar el mausoleu a París. Dins la institució ha publicat tres facsímils i promou el treball monogràfic sobre els orígens illencs de Cristòfor Colom. La República francesa li concedí l'Orde de les Palmes Acadèmiques i la Creu al Mèrit Militar. El 2007 va rebre el Premi Ramon Llull.